# Hohenstein (Wolfsburg)

Die namensgebenden Hohensteine auf einer Anhöhe

Hohenstein, auch der Hohenstein, ist ein Stadtteil von Wolfsburg. Er befindet sich westlich der Innenstadt.

## Geschichte
Im Umfeld der Hohensteine wird die wüst gefallene Dorfstelle Wellekamp vermutet.
1938, im Jahr der Stadtgründung, war das Gebiet des heutigen Stadtteils Hohenstein nicht bebaut.
1941 wurde in der Arndtstraße (später in Lessingstraße umbenannt) des benachbarten Stadtteils Wellekamp (heute Stadtmitte) das Hotel Hohenstein als erstes Hotel in der noch im Aufbau befindlichen Stadt des KdF-Wagens eröffnet. Um 1970 wurde der Hotelbetrieb eingestellt, heute wird das Gebäude anderweitig genutzt. In der ersten Hälfte der 1940er Jahre wurde für SS-Angehörige das aus Holzbaracken bestehende Lager Hohenstein errichtet.
Ab 1945/46 wurde das Hohenstein-Lager, das jetzt von den Alliierten als B-Camp bezeichnet wurde, von Heimatvertriebenen und Flüchtlingen bewohnt. Die Holzbaracken des Lagers standen bis in die 1950er Jahre hinein und wurden dann abgerissen. Ab Ende 1951 erfolgte die Bebauung des Stadtteils, anfangs mit Mietwohnungen und Doppelhäusern. Seitens der Stadt Wolfsburg wurden Lehrern der Wolfsburger Schulen hier Baugrundstücke zugewiesen. 1957 wurde die Kreuzkirche eingeweiht, in diesem Jahr war die Bebauung des Stadtteils auch weitgehend abgeschlossen. 1958 wurde das Volkswagen-Autohaus an der Fallersleber Straße (heute Heinrich-Nordhoff-Straße) eröffnet, zunächst als Zweitbetrieb des an der Nordsteimker Straße ansässigen Unternehmens von Joseph Hotz. 1959 begann im Theodor-Heuss-Gymnasium der Unterricht. 1959/60 wurde das 16-geschossige Hochhaus an der Saarstraße erbaut, in den Anfangsjahren befand sich in seinem Obergeschoss ein Café. Um 1965 wurde eine von Paul Baumgarten entworfene Altentagesstätte errichtet, seit etwa 1990 befindet sich in dem Gebäude die Wolfsburger Kontakt- und Informationsstelle für Selbsthilfe (KISS). 1998 wurde eine Tagesklinik in einem ehemaligen Wohnhaus eröffnet. 2007 wurde auf einem Parkplatz an der Heinrich-Nordhoff-Straße ein Burger-King-Schnellrestaurant erbaut. 2012 begann der Bau von drei Wohnhäusern zwischen der Kreuzkirche und deren Kindergarten.

## Politik
Der Hohenstein bildet gemeinsam mit den benachbarten Stadtteilen Eichelkamp, Hageberg, Klieversberg, Laagberg, Rabenberg und Wohltberg die Ortschaft Mitte-West, die durch einen Ortsrat vertreten wird. Ortsbürgermeister ist Sabah Enversen (SPD).

## Sehenswürdigkeiten

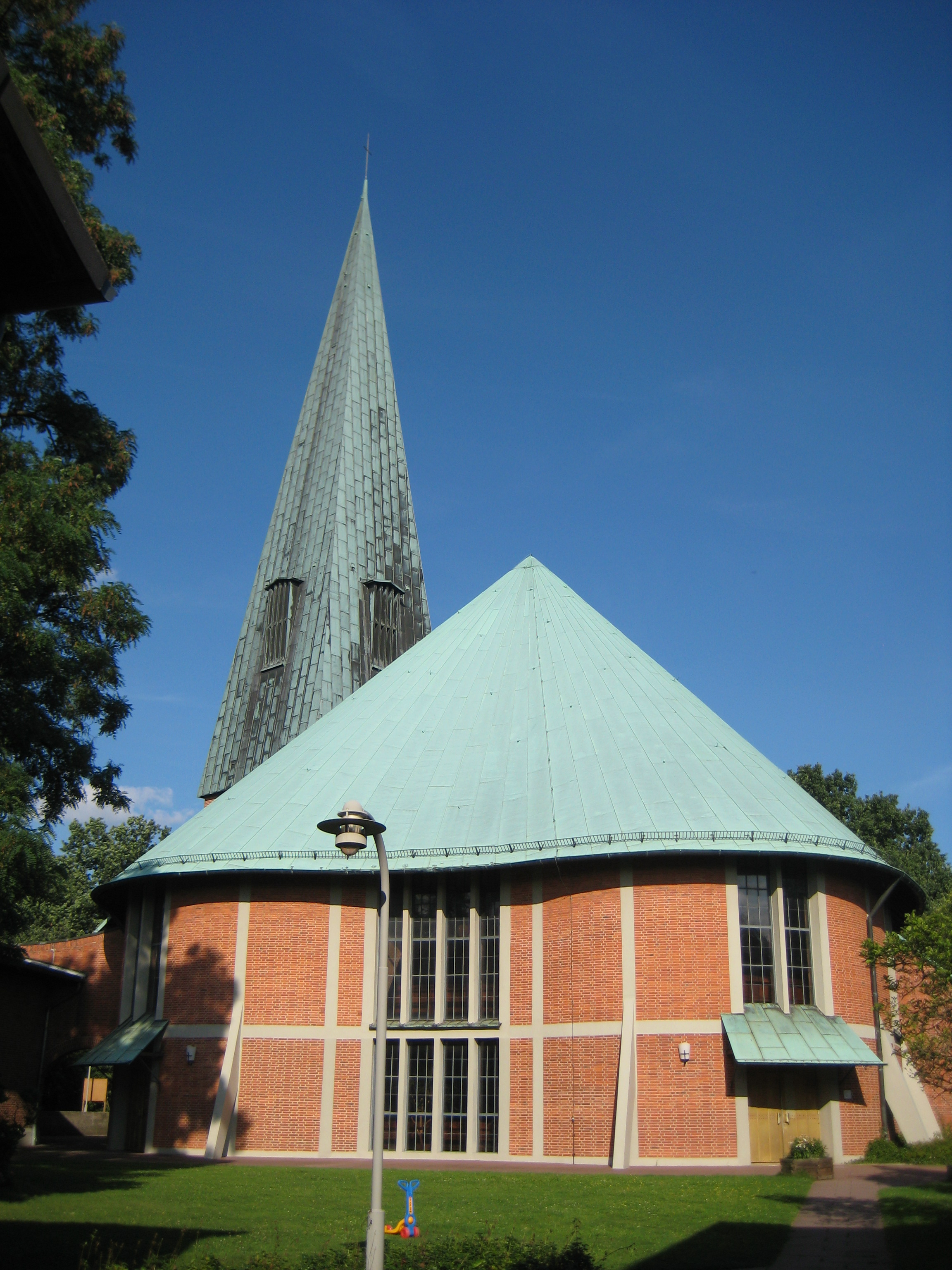
Die Kreuzkirche im Stadtteil Hohenstein

- Die Hohensteine sind die namensgebende Gesteinsformation, die am Rande des Klieversberges an die Oberfläche tritt. Sie liegen in einem parkähnlichen Gelände nahe der Kreuzkirche. Es handelt sich um Sandstein aus den Polyplocusschichten des mittleren Jura.[7] Um die Hohensteine ranken sich verschiedene Sagen: Eine Sage berichtet, dass eine Hochzeitsgesellschaft in frecher Rede Gott gelästert haben soll und dafür zur Strafe in Steine verwandelt wurde. Eine andere Sage erzählt, dass die Steine ein Riese verloren haben soll.[8]

### Kunst im Stadtbild
- Vegetative Form – 1963 von Bernhard Heiliger (Berlin), Theodor-Heuss-Gymnasium
- Außenwandgestaltung – 1966 von Peter Szaif (Wolfsburg), Aula des Theodor-Heuss-Gymnasiums

### Kirchen
- Kreuzkirche – evangelisch-lutherisch, 1955–1957 erbaut durch Gustav Gsaenger

## Bildung
- Im Stadtteil Hohenstein befindet sich das 1960 gegründete Theodor-Heuss-Gymnasium. 1959 begann bereits der Unterricht.
- Kindertagesstätte Kreuzkirche

## Wirtschaft und Infrastruktur

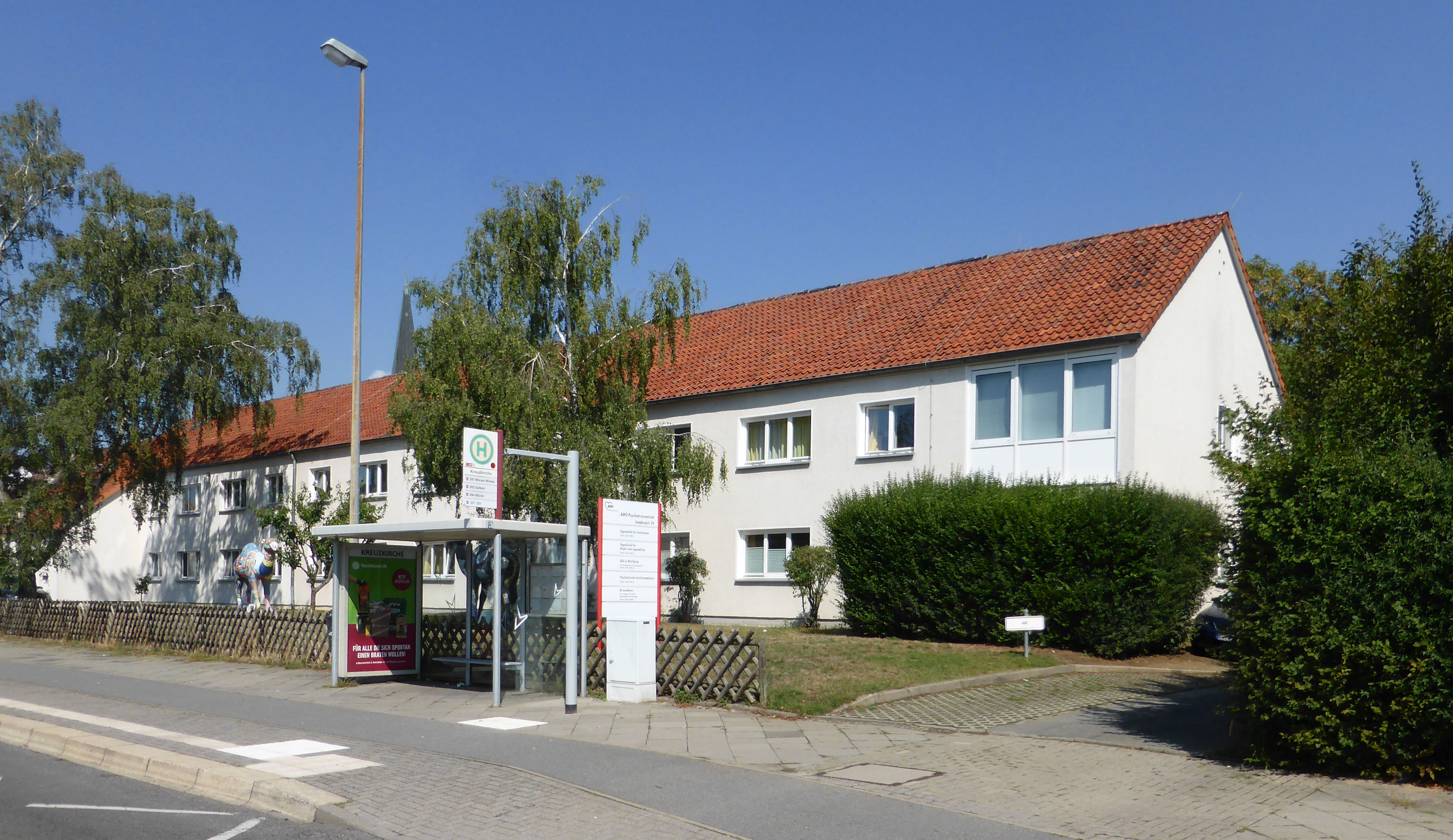
Tagesklinik

Eine Tagesklinik befindet sich an der Laagbergstraße. Die in Trägerschaft des AWO Psychiatriezentrums in Königslutter am Elm befindliche Einrichtung entstand in einem 1952 erbauten ehemaligen Wohnhaus und wurde im Februar 1998 eröffnet. Dort werden tagsüber etwa 30 seelisch kranke Kinder, Jugendliche und Erwachsene betreut, die nachts und am Wochenende zu Hause wohnen.